# Праведний
Пра́ведний — річковий острів на річці Дніпро, на ділянці, де він слугує державним кордоном України з Білоруссю. Повністю належить Україні. Навпроти острова лежить село Неданчичі.
Острів має форму ромба. Довжина — 3 км, ширина — 2 км.
Утворений головним руслом Дніпра на заході та рукавом на сході.
Острів вкритий лісами. На заході є невелике озеро.
| Україна | Це незавершена стаття з географії України. Ви можете допомогти проєкту, виправивши або дописавши її. |